# Oxyopes rubrosignatus
Oxyopes rubrosignatus är en spindelart som beskrevs av Eugen von Keyserling 1891. Oxyopes rubrosignatus ingår i släktet Oxyopes och familjen lospindlar. Inga underarter finns listade i Catalogue of Life.